# 北後志東部広域農道
北後志東部広域農道（きたしりべしとうぶこういきのうどう）は、北海道小樽市塩谷から余市郡余市町を経て、仁木町へ至る農道である。愛称は「フルーツ街道」。

## 概要
- 北後志の山麓に広がる果実農家のために1983年に着工され、1993年に全線開通となった。
- 小樽から余市にかけては急カーブ・急坂が多くトンネルも4箇所存在する。
- 小樽・札幌方面へ出荷する沿線農家の他、秋の収穫期における果実狩りに行く観光客、さらには小樽・札幌とニセコ方面を結ぶ国道5号のバイパス道路としても利用されている。
- 並行する国道5号の小樽市塩谷～余市町栄町間は崖崩れにより通行止めになることもあるため、この農道が迂回路として使用され、その際小樽～余市間の路線バスも農道経由で運行となる。現在は後志自動車道の開通及び国道5号の防災工事完了により迂回路としての役割はほぼ失われている。

## ルート
- JR塩谷駅から分岐し、国道5号より山側を通り、仁木町然別で国道5号と接続する。

## 接続・交差する路線・地点
- 北海道道956号小樽環状線（小樽市塩谷）
- 北海道道1092号栄町温泉線（余市町）
- 北海道道753号登余市停車場線（同上）
- 北海道道36号余市赤井川線（同上）
- 国道5号（仁木町）

## 主なトンネル
- 文庫歌トンネル（240m）
- 丸山下トンネル（281m）
- 種吉沢トンネル（158m）
- 西崎山トンネル（110m）